# Važnost europskog sjećanja za budućnost Europe
Važnost europskog sjećanja za budućnost Europe je rezolucija Europskog parlamenta od 19. rujna 2019., kodne oznake 2019/2819 (RSP).

## Uvod
Unatoč deklaraciji najvišeg tijela u Republici Hrvatskoj, Sabora iz 2006. godine, Deklaracija o osudi zločina počinjenih tijekom totalitarnoga komunističkog poretka u Hrvatskoj 1945. - 1990. godine te rezoluciji Vijeća Europe, Rezolucija Vijeća Europe 1481/2006 s istim smislom, potrebom osude zločina totalitarnoga komunističkog poretka, u Hrvatskoj se malo toga promijenilo. 
Plenkovićeva vlada je 2017. godine stvorila vijeće kojemu je po dokumentu koji je navedeno vijeće proizvelo vjerojatni cilj bio rehabilitacija komunističkih zločina, koja nije uspjela.
Komunistički zločini i zločinci u državama istočne i središnje Europe još uvijek nisu jasno osuđeni, npr. u Sarajevu još uvijek jedna od glavnih ulica nosi ime Josipa Broza Tita.
Dan uoči glasovanja o rezoluciji, 18. rujna 2019. dvije su hrvatske zastupnice održale govore u Europskom parlamentu:
U raspravi u Europskom parlamentu govorilo se o zlima koje su komunizam i fašizam donijeli europskom kontinentu u Drugom svjetskom ratu, a nekoliko zastupnika, uključujući i povjerenika Avramopoulousa, govorili su o tome kako je "naša" generacija prva koja na svojoj koži nije osjetila rat, na što je reagirala Ruža Tomašić:

## Rezolucija
Rezolucija ima nakon uvodnog dijela 22 točke, navode se točke relevantne za hrvatsko društvo:
- 3. podsjeća da su nacistički i komunistički režimi provodili masovna ubojstva, genocid, deportacije i doveli do nezapamćenih gubitaka života i slobode u 20. stoljeću u dotad neviđenim razmjerima u ljudskoj povijesti; najoštrije osuđuje djela agresije, zločine protiv čovječnosti i masovna kršenja ljudskih prava koje su počinili nacistički, komunistički i drugi totalitarni režimi;

- 5. poziva sve države članice EU-a da provedu jasno i principijelno preispitivanje zločina i djela agresije koje su počinili totalitarni komunistički režimi i nacistički režim;

- 10. zalaže se za zajedničku kulturu sjećanja koja će odbacivati zločine fašističkih, staljinističkih i drugih totalitarnih i autoritarnih režima iz prošlosti i služiti kao sredstvo za izgradnju otpornosti na današnje prijetnje demokraciji, naročito među mlađim naraštajima; potiče države članice da kroz opću kulturu promiču obrazovanje o raznolikosti našeg društva i o našoj zajedničkoj povijesti, uključujući obrazovanje o zvjerstvima počinjenim u Drugom svjetskom ratu, poput holokausta i sustavnog dehumaniziranja njegovih žrtava tijekom niza godina;

- 15. tvrdi da je Rusija i dalje najveća žrtva komunističkog totalitarizma i da će njezin razvoj u demokratsku državu biti otežan sve dok vlada, politička elita i politička propaganda nastavljaju s umanjivanjem komunističkih zločina i veličanjem sovjetskog totalitarnog režima; stoga poziva sve dijelove ruskog društva da se suoče sa svojom tragičnom prošlošću;

- 17. izražava zabrinutost zbog kontinuirane upotrebe simbola totalitarnih režima u javnom prostoru i u komercijalne svrhe te podsjeća na to da je nekoliko europskih zemalja zabranilo upotrebu i nacističkih i komunističkih simbola;

- 18. napominje da u javnim prostorima nekih država članica (parkovima, trgovima, ulicama itd.) i dalje postoje spomenici kojima se veličaju totalitarni režimi, što otvara put iskrivljivanju povijesnih činjenica o posljedicama Drugog svjetskog rata i propagiranju totalitarnog političkog sustava;

- 22.  nalaže Predsjedniku da ovu rezoluciju proslijedi Vijeću, Komisiji, vladama i parlamentima država članica, ruskoj Dumi i parlamentima zemalja Istočnog partnerstva.

## Reakcije u Hrvatskoj
Jure Vujić kaže da: rezolucija na jedan način podsjeća i upozorava da neke zemlje bivšeg komunističkog bloka poput Hrvatske, unatoč pada Berlinskog zida i uvođenje demokracije, još uvijek nisu provele svoju „političku tranziciju“  usvajanjem prikladnog zakona o lustraciji poput sve ostale druge bivše komunističke zemlje Srednje i Istočne Europe. Naime, za razliku od Hrvatske ( i Slovenije), u Češkoj, bivšoj istočnoj Njemačkoj, u Slovačkoj, Poljskoj, Estoniji, Litvi, Latviji, Bugarskoj, Rumunjskoj, Makedoniji i Mađarskoj lustracija je različitim oblicima provedena.
Vijest je komentirao Ivica Granić, koji zaključuje:
Po mišljenju potpisnika ovih redaka, usmjerit će se na nekoliko detalja.
Prvi, inzistirat će na 'pogrešnoj tvrdnji' kako je 'Pakt Molotov-Ribbentrop' od 23. kolovoza 1939. uzrok izbijanja Drugog svjetskog rata i da je nemoguće odgovornost za izbijanje najrazornijeg rata 20. stoljeća podijeliti između Hitlera i Staljina, odnosno Njemačke i Sovjetskog Saveza. Usput će pokušati silno relativizirati sovjetsku ulogu ili krivnju, na način kako je, eto, Sovjetski savez još 1937. predlagao i uporno nudio budućim saveznicima, Velikoj Britaniji i Francuskoj, prijedloge za sklapanje jednog 'antinacističkog pakta' protiv Njemačke, s posebnim naglaskom na zaštiti Poljske. No ti pokušaji iz ovih ili onih razloga nisu zaživjeli, pravo pitanje je koliko su i bili ozbiljni. Valja naglasiti kako je spomenutu inicijativu odbila čak i sama Poljska, ocijenivši je kao neozbiljnu. Da su Sovjeti u tim silnim 'pregovorima i nuđenjima mira' igrali trostruku igru s figom u džepu, posebice kada je Poljska u pitanju, jasno je iz činjenice da su upravo oni, jednako kao i Hitler, napali i raskomadali Poljsku u razdoblju od 1939. do 1941. godine, počinili teže zločine i od samih nacista, među kojima se ističe strašni pokolj u Katinskoj šumi. Upravo takva neiskrena i podla politika, kao i naknadni brutalan odnos Sovjetskog Saveza prema Poljskoj, potvrđuju zaključak Europskog parlamenta kako su za početak Drugog svjetskog rata podjednako krive Hitlerova Njemačka i Staljinov Sovjetski Savez.
Drugo protiv čega će ustati hrvatski filokomunisti i apologeti propalog jugoslavenskog komunizma, bit će 'revizionistička' tvrdnja ove Rezolucije, koja eksplicitno izjednačava nacizam i komunizam. Za njih će nacizam ostati 'apsolutno zlo 20. stoljeća', a komunizam, ipak, eto potječe iz jedne druge kulture, one koja se afirmirala kroz razdoblje humanizma i renesanse, europskog prosvjetiteljstva i Francuske revolucije, zahtjevima za ostvarenje slobode, jednakosti i bratstva među ljudima. Pri tom neće mariti za činjenicu kako je taj i takav komunizam eliminirao nekoliko desetaka puta više nevinih ljudi od nacizma i fašizma, a o svemu što se događalo prije i nakon Drugog svjetskog rata ne treba niti govoriti.
Jer, eto, ako vam je ishodište u 'humanizmu i renesansi' u 'francuskoj revoluciji' onda možete pobiti koliko god hoćete milijuna nevinih ljudi, nitko vam ništa ne može prigovoriti.
Posebno je zanimljiva njihova mantra, u koju vjerojatno više ni sami ne vjeruju, kako je 'nacizam totalitaran u ideji i praksi' a komunizam nije baš takav, on je totalitaran 'samo u praksi', i to je glavna diferencijacija ova dva totalitarizma.
Ti apologeti propalog Titoizma nikada neće moći objasniti 'kako je moguće zlo činiti zbog dobrog, plemenitog cilja? Ako je tome tako, valjalo bi se zapitati i kakav je onda to cilj, radi li se o nečemu realnome ili o klasičnoj lijevoj utopiji, koja se u međuvremenu promaknula u najveće zlo novije povijesti.
Ako bismo, dakle, i prihvatili njihovu krajnje 'uvrnutu logiku', onda bi valjalo spomenuti i kako je, pored činjenice da su 'efekti' zapravo jednaki, tragedija komunizma još i veća, jer su 'sredstva kompromitirala plemeniti cilj'. Jesu li onda komunistički killeri, gledajući tako, ubili i zadnju ljudsku nadu i shvatili kako uopće nije moguće jedno pravedno društvo, zasnovano na jednakosti, bratstvu i slobodi.
I treća postavka ove Rezolucije protiv koje će razne Antife&co ustati bit će, vjerojatno, to što se pozivaju države članice da formuliraju 'jasnu ocjenu o zločinima komunističkih režima'. Na taj se način konačno državama članicama, poput Hrvatske, povjerava plemenita misija da se konačno 'pozabave' svojom nakaradnom poviješću, i to slijedeći upravo liniju Rezolucije.
Posebno je hrvatskim filokomunistima nezgodno sjela činjenica kako Vijeće Europe, onim članicama koje još uvijek nisu prošle proces katarze i osude komunizma, 'posebno preporučuje dobra iskustva Mađarske, Poljske i Ukrajine', u kojima je komunizam - proglašen zločinom.
Reakciju čelnika minorne stranke SRP Vladimira Kapuralina komentira Lili Benčik:
Unatoč točki 22. Rezolucije, kojom se nalaže njeno dostavljanje "vladama i parlamentima država članica", tj. Vladi RH i Saboru, unutar tri tjedna jedini hrvatski političar koji je javno progovorio o rezoluciji koja se direktno odnosi na Hrvatsku, u čijim su zatvorima samo dva osuđenika za komunističke zločine s državnim potpisom (Perković i Mustač), je Tomislav Karamarko. Karamarko je napisao:
Ova rezolucija samo je još jedan dokument u nizu koji se kontinuirano i podjednako snažno naslanja na rezolucije Parlamentarne skupštine Vijeća Europe br. 1096 i broj 1481. o neupitnoj potrebi osude komunističkog režima i komunističkih zločina, kao i o osudi svih totalitarnih režima u povijesti. U Republici Hrvatskoj o toj temi najupečatljivije govori naša deklaracija donesena u Hrvatskom saboru 30. lipnja 2006., koja slijedi upute rezolucija i deklaracija iz EU i koja nedvojbeno traži osudu komunističkog totalitarnog režima bez ikakvog ostatka.
Deklarativne osude, bez obzira na pokazanu dobru političku volju, uglavnom nemaju nikakav učinak ako deklaracije i rezolucije ne slijede podzakonski i zakonski akti koji bi ta pitanja efikasno i učinkovito regulirali na jedini mogući pravni način. S obzirom na to da je Hrvatska članica Europske unije i da u svim drugim slučajevima bespogovorno slijedimo naputke, regule i pravnu stečevinu EU, postavlja se logično pitanje zašto u Republici Hrvatskoj zakonodavna vlast izbjegava donijeti zakonske okvire o temama koje bolno opterećuju hrvatsko društvo, izazivaju razdor i štetne podjele u društvu, što se kao posljedica reflektira na svekoliko stanje duha u hrvatskom narodu? Bez sumnje, može se tvrditi kako takvo stanje duha hrvatske nacije direktno utječe na prijeteći demografski slom.
Konkretno, EU parlament izražava zabrinutost što 'u javnim prostorima nekih država članica (u parkovima, na trgovima, ulicama, itd.) i dalje postoje spomenici kojima se veličaju totalitarni režimi'. U isto vrijeme, nekoliko EU zemalja zabranilo je uporabu nacističkih i komunističkih simbola te manifestacije koje bi podsjećale na iste.
Gdje smo tu mi?
Karamarko zaključuje: Inače slobodoljubljivi, progresivni i europeizirani mediji prešutjeli su i ovu, bezbroj puta opetovanu, EU inicijativu. Vlada? Propušta izvrsnu prigodu da se 'proslavi' konkretnim prijedlozima. Očekivao sam barem petominutnu press-konferenciju na tu temu. Sabor? Žestoki, duhoviti oporbenjaci - bez teksta... A mogli su ući u povijest i donijeti Hrvatskoj toliko željeni mir i ravnotežu. No draži im je Tito i ostala bulumenta zločinaca. Neka ga i dalje čuvaju, pod dirigentskom palicom fosiliziranih skojevaca i crvene buržoazije. Kapital i mediji su ionako u njihovim rukama pa zašto ne bi sačuvali i svoju 'religiju'?
Od tiskanih medija u Hrvatskoj, na rezoluciju se u manje od tri tjedna osvrnula samo Slobodna Dalmacija, Ivan Ugrin u članku naslovljenome "EU parlament: Nacistički i komunistički zločini su isti!" 6. listopada. Ugrin članak završava rečenicom: U proteklih petnaestak dana, otkad je dokument usvojen, famozna tzv. Kusićeva komisija, odnosno Vijeće za suočavanje s posljedicama vladavine nedemokratskih režima, koji je osnovala Vlada RH glede otvorenih povijesno-ideoloških pitanja, niti jednom riječju nije se očitovala glede navedene rezolucije.
Ivica Šola u istom je dnevniku (Slobodna Dalmacija) dan uoči praznika, 7. listopada 2019. stavio točku na i Josipovićima:
Witold je opet "kriv". U istoj rezoluciji koja Hitlera, Staljina i Tita i ostale nacikomunističke diktatore stavlja na istu razinu, spominje se i Witold. Naime, na dan njegova smaknuća od strane komunista 25. svibnja, vidi ironije sudbine, kada u Kumrovcu razni Josipovići budu slavili Titov rođendan i Dan mladosti, Europska unija će slaviti, u znak sjećanja na Witolda, "Dan sjećanja na heroje koji su ratovali protiv totalitarizma". Simbolika jasna da jasnija ne može biti.
Ova kod nas prešućena rezolucija Europskog parlamenta od prošlog mjeseca, kojoj je svrha pomirenje i sjećanje (ne ponovilo se ni jedno ni drugo), odgovornost za Drugi svjetski rat izravno stavlja na leđa nacista i komunista, jednako na Hitlera kao i na Staljina. Tako slobodna i demokratska Europa poručuje našim Josipovićima sljedeće.
Famozni pakt Ribbentrop – Molotov nije bio nikakav "taktički čin" ili kupovanje vremena Hitlera i Staljina kako bi se pripravili za rat, već plan agresije i podjele "koji je podijelio Europu i teritorije suverenih država između ova dva totalitarna režima grupirajući ih prema sferama interesa", te je tim činom, stoji dalje u Rezoluciji jasnim jezikom – "utrt put za početak Drugog svjetskog rata".
Dijeli se Poljska, Staljin anektira baltičke zemlje, vrši agresiju na Finsku, potom dio Rumunjske... Zato Rezolucija opet jasno kaže kako se 1945. godine u zemljama u kojima su komunisti došli na vlast nije radilo o "oslobođenju", oslobođena je samo zapadna Europa gdje je zaživjela sloboda i demokracija, dočim su bivše komunističke zemlje i njezini pokoreni narodi bili "lišeni slobode, dostojanstva, suverenosti, ljudskih prava i socioekonomskog razvoja",
Rezolucija također naglašava da, dok je nacifašizam od svih jasno osuđen i presuđen, počevši s Nürnberškim procesima, komunistički zločini i komunisti su u mnogim zemljama prošli lišo, pa Rezolucija poziva da se poduzmu "moralne i pravosudne istrage" kako bi se i komunizam jednako osudio, kao i njegovi simboli.
Za naše Mesiće i Josipoviće iznimno su važne točke 5. i 6. Rezolucije, gdje stoji crno na bijelo kako Europska unija "poziva sve države članice da oblikuju jasno i utemeljeno vrednovanje s obzirom na zločine i čine agresije totalitarnih režima, kako nacističkih, tako komunističkih", te opet jasno i nedvosmisleno, za razliku naših Mesića i ekipe s Filozofskog u Zagrebu, "osuđuje sve manifestacije i širenja totalitarnih ideologija... unutar Europske unije".
Što kažu europski ustaše?
Ali ni tu ne staje taj mračni, fašistički Europski parlament pa "izražava uznemirenost zbog učestale uporabe totalitarnih simbola u javnoj sferi". Jednako tako, dok mi s Kinezima obnavljamo Kumrovec i brendiramo Tita, u broju 17. Rezolucija se čudi kako u nekim državama članicama postoje spomenici i mjesta sjećanja, ulice i trgovi, koji uzvisuju totalitarne režime, što "otvara put distorziji povijesnih činjenica s obzirom na konzekvence Drugog svjetskog rata". Što bi Mesići rekli na ovakvu "bezobraznu" formulaciju europskih "ustaša"?
Ova "skandalozna" Rezolucija EU parlamenta, koja na istu razinu stavlja komunizam i nacizam, kod nas je prešućena. Zašto? Zato što je iz nje, među inim jasno, da Hrvatska, kao ni druge bivše komunističke zemlje, 1945. nije oslobođena, da je okupirana.